# Campeonato Cearense 1987
In 1987 werd het 73ste Campeonato Cearense gespeeld voor clubs uit Braziliaanse staat Ceará. De competitie werd georganiseerd door de FCF en werd gespeeld van 8 februari tot 9 augustus. Fortaleza werd kampioen.

## Eerste toernooi
Na 9 wedstrijden werden de clubs over twee groepen verdeeld, de eerste vijf (Ceará, Ferroviário, Fortaleza, Guarany en Tiradentes) en de laatste vijf (América, Calouros do Ar, Guarani, Icasa en Quixadá). De winnaar van groep A plaatste zich voor de finaleronde. 
| Plaats | Club                | Wed. | W | G | V  | Saldo | Ptn. |
| ------ | ------------------- | ---- | - | - | -- | ----- | ---- |
| 1.     | Fortaleza           | 13   | 9 | 4 | 0  | 23:5  | 22   |
| 2.     | Ferroviário         | 13   | 8 | 2 | 3  | 18:9  | 18   |
| 3.     | Tiradentes          | 13   | 5 | 6 | 2  | 16:11 | 16   |
| 4.     | Quixadá             | 13   | 6 | 2 | 5  | 19:13 | 14   |
| 5.     | Guarany de Sobral   | 13   | 5 | 3 | 5  | 11:13 | 13   |
| 6.     | Ceará               | 13   | 4 | 5 | 4  | 19:10 | 13   |
| 7.     | Guarani de Juazeiro | 13   | 4 | 5 | 4  | 15:12 | 13   |
| 8.     | Icasa               | 13   | 2 | 6 | 5  | 20:24 | 10   |
| 9.     | Calouros do Ar      | 13   | 1 | 5 | 7  | 10:26 | 7    |
| 10.    | América             | 13   | 1 | 2 | 10 | 10:38 | 4    |

|  | Geplaatst voor finaleronde, krijgt daar twee bonuspunten |

## Tweede toernooi
Na 9 wedstrijden werden de clubs over twee groepen verdeeld, de eerste vijf (Ceará, Ferroviário, Fortaleza, Guarany en Quixadá ) en de laatste vijf (América, Calouros do Ar, Guarani, Icasa en Tiradentes). De winnaar van groep A plaatste zich voor de finaleronde. Ferroviário plaatste zich ook voor de finaleronde omdat ze over de twee toernooien gezien de tweede beste waren.
| Plaats | Club                | Wed. | W | G | V  | Saldo | Ptn. |
| ------ | ------------------- | ---- | - | - | -- | ----- | ---- |
| 1.     | Ceará               | 13   | 8 | 4 | 1  | 28:6  | 20   |
| 2.     | Fortaleza           | 13   | 8 | 2 | 3  | 19:10 | 18   |
| 3.     | Ferroviário         | 13   | 7 | 4 | 2  | 22:13 | 18   |
| 4.     | Tiradentes          | 13   | 5 | 4 | 4  | 16:12 | 14   |
| 5.     | Quixadá             | 13   | 5 | 4 | 4  | 11:12 | 14   |
| 6.     | Guarany de Sobral   | 13   | 4 | 6 | 3  | 16:14 | 14   |
| 7.     | Calouros do Ar      | 13   | 4 | 4 | 5  | 14:18 | 12   |
| 8.     | Guarani de Juazeiro | 13   | 3 | 3 | 7  | 12:15 | 9    |
| 9.     | Icasa               | 13   | 2 | 2 | 9  | 11:27 | 6    |
| 10.    | América             | 13   | 2 | 1 | 10 | 8:30  | 5    |

|  | Geplaatst voor finaleronde als toernooiwinnaar, krijgt daar twee bonuspunten |
|  | Geplaatst voor finaleronde als beste niet-winnaar                            |

## Finaleronde
De twee toernooiwinnaars kregen al twee bonuspunten en Fortaleza nog eens twee omdat ze het beste resultaat hadden over twee toernooien gezien.
| Plaats | Club        | Wed. | Bonus | W | G | V | Saldo | Ptn. |
| ------ | ----------- | ---- | ----- | - | - | - | ----- | ---- |
| 1.     | Fortaleza   | 4    | 4     | 2 | 1 | 1 | 7:3   | 9    |
| 2.     | Ceará       | 4    | 2     | 3 | 1 | 0 | 4:1   | 9    |
| 3.     | Ferroviário | 4    | 0     | 0 | 0 | 4 | 3:10  | 0    |

|  | Kampioen |

## Kampioen
| Campeonato Cearense de 1987    |
| Ceará                          |
| ------------------------------ |
| FORTALEZA Kampioen (28° titel) |